# Dealer-Management-System
Ein Dealer-Management-System (DMS) ist ein IT-System, welches Autohäuser bei der Abwicklung aller anfallenden Geschäftsprozesse unterstützt. Dazu zählen der Kfz-Einkauf und -Verkauf, der Teilehandel sowie die Werkstattabwicklung. Finanzbuchhaltung, Marketing, CRM, sowie Inventur und Statistiken gehören immer öfter zum Standard Lieferumfang eines DMS. Ein Dealer Management System ist eine Softwarelösung, die speziell für den Einsatz in Automobil- und Fahrzeughändlerbetrieben entwickelt wurde. Es handelt sich um eine umfassende Plattform, die verschiedene Aufgaben und Prozesse im Bereich des Fahrzeughandels unterstützt und optimiert.

## Funktionen und Merkmale
Ein DMS bietet eine Vielzahl von Funktionen, um den gesamten Betrieb eines Fahrzeughändlers zu unterstützen. Hier sind einige der wichtigsten Merkmale eines Dealer Management Systems:
- Fahrzeugbestandsverwaltung: Ein DMS ermöglicht es Händlern, ihren Fahrzeugbestand effizient zu verwalten. Es umfasst Funktionen wie die Aufnahme neuer Fahrzeuge, die Verfolgung des Lagerbestands, die Zuweisung von Fahrzeugen zu Verkaufsberatern und die Verwaltung von Fahrzeugdetails wie Kilometerstand, Servicehistorie und technischen Informationen.
- Verkaufsmanagement: Das DMS unterstützt den gesamten Verkaufsprozess, von der Lead-Generierung über die Fahrzeugkonfiguration bis hin zur Vertragsabwicklung. Es ermöglicht Händlern, potenzielle Kunden zu erfassen, Verkaufsangebote zu erstellen, Fahrzeugkonfigurationen vorzunehmen und den Verkaufsstatus zu verfolgen.
- Kundenbeziehungsmanagement (CRM): Ein integriertes CRM-Modul im DMS hilft Händlern dabei, Kundenbeziehungen effektiv zu verwalten. Es ermöglicht die Erfassung von Kundendaten, die Verfolgung von Kundeninteraktionen, das Management von Service- und Wartungsanfragen sowie die Durchführung von Marketingkampagnen.
- Finanz- und Buchhaltungsfunktionen: Das DMS unterstützt die Verwaltung der Finanzen und Buchhaltungsaufgaben eines Fahrzeughändlers. Es umfasst Funktionen wie Rechnungsstellung, Zahlungsverfolgung, Kreditorenbuchhaltung, Kostenanalyse und Finanzberichterstattung.
- Service- und Werkstattmanagement: Ein DMS bietet Tools zur Verwaltung des Service- und Werkstattbetriebs. Dies umfasst die Terminplanung, die Teilebestellung, die Arbeitszeiterfassung, die Servicehistorie der Fahrzeuge und die Verfolgung von Garantieansprüchen.

## Vorteile eines Dealer Management Systems
Die Implementierung eines Dealer Management Systems bietet eine Vielzahl von Vorteilen für Fahrzeughändler:
- Effiziente Prozesse: Ein DMS automatisiert viele manuelle Aufgaben und ermöglicht eine effiziente Abwicklung von Verkaufs-, Service- und Buchhaltungsprozessen. Dies spart Zeit und reduziert Fehler.
- Verbesserte Kundenerfahrung: Durch die zentrale Verwaltung von Kundendaten und -interaktionen können Händler einen besseren Kundenservice bieten. Kundendaten sind leicht zugänglich, und Kundenanfragen können schneller bearbeitet werden.
- Optimierte Bestandsverwaltung: Ein DMS hilft Händlern dabei, ihren Fahrzeugbestand effektiv zu verwalten. Dies ermöglicht eine bessere Kontrolle über den Lagerbestand, eine schnellere Fahrzeugzuweisung und eine verbesserte Nachverfolgung von Fahrzeugdetails.
- Umfassende Berichterstattung: Ein DMS bietet detaillierte Berichterstattungsfunktionen, mit denen Händler Einblicke in ihre Verkaufsleistung, den Fahrzeugbestand, die finanzielle Situation und andere wichtige Geschäftsbereiche erhalten. Diese Informationen     ermöglichen fundierte Entscheidungen und helfen bei der Identifizierung von Verbesserungspotenzialen.

## Unterschiedliche Systeme

### Herstellerzertifiziertes DMS
Hier treffen meistens Kfz-Hersteller (OEMs) eine Auswahl aus den vorhandenen Anbietern solcher Software und geben eine Empfehlung für ihre Vertriebspartner. Ist eine solche Empfehlung ausgesprochen, werden in Zusammenarbeit mit den Softwareherstellern die Schnittstellen für die Kommunikation zwischen Autohaus und OEM realisiert. Diese Schnittstellen ermöglichen es dem Autohaus, einerseits Bestellungen für Kfz und Artikel und andererseits die vom OEM geforderten Auswertungen einfach zu übermitteln. Der Funktionsumfang und die Leistungsfähigkeit solcher DMS unterscheiden sich pro Anbieter erheblich.

### Beispiele (Hersteller, Name, Productowner)
Als Beispiele sind folgende DMS zur Marke und Softwarehersteller zu nennen:
- Volkswagen AG - CROSS - Porsche Informatik[1]
- Volkswagen AG - VaudisX - T-Systems International[2]
- Volkswagen AG - VaudisCC - T-Systems International[3]
- Daimler AG - alpha plus bzw. alphaX - T-Systems International[4] -  two Sales (two S GmbH)Daimler AG - cidcarplus / cidcar mobile - AM Solutions GmbH[5] - two Sales (two S GmbH)
- Stellantis Germany GmbH - Loco-Soft - Loco-Soft Vertriebs GmbH[6]
- Nissan Deutschland GmbH- Loco-Soft - Loco-Soft Vertriebs GmbH[7]

### DMS für Freie Werkstätten
Diese unterscheiden sich dahingehend, dass sie in der Regel keine Herstellerzertifizierung erhalten. Kfz-Hersteller müssen dabei Schnittstellen und tiefgehende Interna offenlegen.
Immer mehr OEMs öffnen sich gegenüber DMS-Herstellern für Freie Werkstätten.
Diese erstellen sog. Module, um so, eben ohne Zertifizierung, verschiedene Kfz-Marken abzubilden.